# Trbovlje
Trbovlje – miasto w Słowenii, siedziba gminy Trbovlje. W 2018 roku liczyło 13 759 mieszkańców.
Leży w środkowej części kraju, około 60 km na wschód od Lublany. Jest głównym miastem dawnego słoweńskiego zagłębia węglowego (tzw. Zasavskiego lub Črnego reviru), położonego na północ od rzeki Sawy, pomiędzy Litiją a Zidanim Mostem. 
Pierwszą kopalnię oddano do użytku w 1805 roku, najbardziej intensywny rozwój przemysłu miał miejsce w drugiej połowie XIX wieku. W 1849 roku miasto uzyskało dostęp do sieci kolejowej po otwarciu linii z Lublany do Celje. Miejscowa gospodarka oparta jest na przemyśle budowlanym, maszynowym i meblarskim.
Trboveljski dimnik, komin o wysokości 360 m przynależący do dawnej elektrociepłowni, jest najwyższym kominem w Europie.